# Christian Kouakou

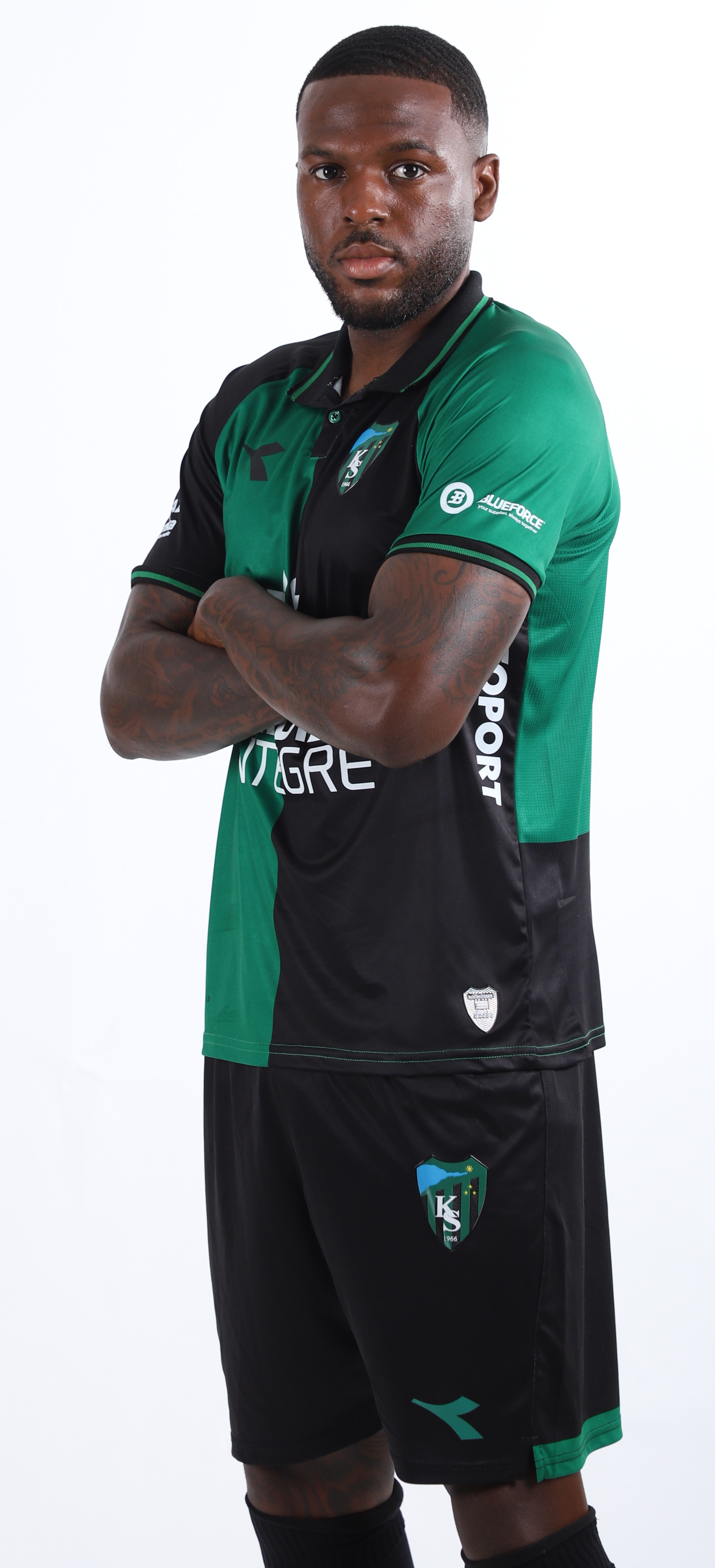
Koakou im Jersey von Kocaelispor (2023)

Onil Christian Kouakou (* 20. April 1995 in Solna) ist ein schwedischer Fußballspieler.

## Sportlicher Werdegang
Kouakou entstammt der Jugend des AIK, für den er am 17. Juli 2011 als Einwechselspieler für Ibrahim Teteh Bangura beim Auswärtsspiel bei Gefle IF in der Allsvenskan debütierte. Parallel spielte er sich in die Juniorenauswahlen des Svenska Fotbollförbundet. Nachdem er zu Beginn der Spielzeit 2012 weitere Kurzeinsätze verbuchen konnte, verlieh ihn der Klub im Sommer des Jahres zusammen mit Edward Owusu an den Kooperationspartner Akropolis IF aus, der in der drittklassigen Division 1 antrat. Dort erzielte er ein Tor in acht Spieleinsätzen, am Ende der Spielzeit stieg er jedoch mit dem Klub ab. Im April 2013 verlieh ihn AIK erneut, dieses Mal an den Ligakonkurrenten Mjällby AIF. Hier blieb er jedoch ohne Pflichtspieleinsatz in der Wettkampfmannschaft, so dass AIK den 18-Jährigen im Juni wieder zurückholte. Bis zum Saisonende kam er unter Trainer Andreas Alm nochmals zu drei Kurzeinsätzen.
Im Januar 2014 wechselte Kouakou innerhalb der Allsvenskan zu IF Brommapojkarna, wo er einen Drei-Jahres-Vertrag unterzeichnete. Der große Durchbruch blieb ihm jedoch verwehrt, unter Stefan Billborn kam er im Verlauf der Spielzeit 2014 ebenfalls nur zu drei Spieleinsätzen als Einwechselspieler, am Saisonende stieg er mit der Stockholmer Mannschaft in die zweitklassige Superettan ab. Auch unter Billborns Nachfolger Magni Fannberg Magnússon hatte er einen schweren Stand, als die Mannschaft in die Drittklassigkeit durchgereicht wurde. Bis zum Ablauf seines Vertrages Ende 2016 hatte er 28 Ligaspiele bestritten und dabei vier Tore erzielt. Daraufhin schloss er sich dem Drittligisten Nyköpings BIS an. Dort kehrte er in die Erfolgsspur zurück, mit 16 Saisontoren in der Spielzeit 2017 platzierte er sich an dritter Stelle der Torschützenliste der Nordstaffel. Auch in der folgenden Spielzeit zeigte er sich torgefährlich und machte damit wieder höherklassig auf sich aufmerksam. Nach 13 Toren in 15 Spielen wechselte er im Sommer 2018 zum Zweitligisten IK Brage. In neun Spielen in der Zweitliga-Spielzeit 2018 netzte er noch fünfmal für seinen neuen Verein ein. In der Spielzeit 2019 war er mit 15 Toren vereinsintern bester Torschütze und führte die Mannschaft auf den Relegationsplatz. Gegen Kalmar FF erzielte er zwar beim 2:2-Remis im Rückspiel den abschließenden Treffer in der Nachspielzeit, nach der 0:2-Hinspielniederlage wurde jedoch der Erstliga-Aufstieg verpasst.
Verletzungsbedingt verpasste Kouakou nahezu die komplette erste Saisonhälfte der Zweitliga-Spielzeit 2020. Dennoch wechselte er im Sommer des Jahres zurück in die Allsvenskan, mit IFK Göteborg unterzeichnete er im Juli einen bis Ende 2022 gültigen Arbeitsvertrag. Wenige Wochen nach seiner Verpflichtung wurde Trainer Poya Asbaghi beim im Abstiegskampf befindlichen Klub durch Roland Nilsson ersetzt, der ihn zunächst auf die Ersatzbank setzte und später komplett aussortierte.
Im Januar 2021 wechselte Kouakou innerhalb der Allsvenskan zu IK Sirius, wo er einen Drei-Jahres-Kontrakt vereinbarte. Für den Klub stand er in allen 30 Spielen der Spielzeit 2021 in der Startelf, mit zwölf Saisontoren gehörte er als vereinsintern bester Torschütze zu den zehn torgefährlichsten Spielern der Spielzeit. Im Sommer 2023 wurde er zum türkischen Klub Kocaelispor transferiert, bei dem er einen Zwei-Jahres-Kontrakt unterzeichnete. Im Sommer 2024 wurde der Vertrag vorzeitig aufgelöst, in der Folge war der Offensivspieler ohne Verein.